# 해수욕장

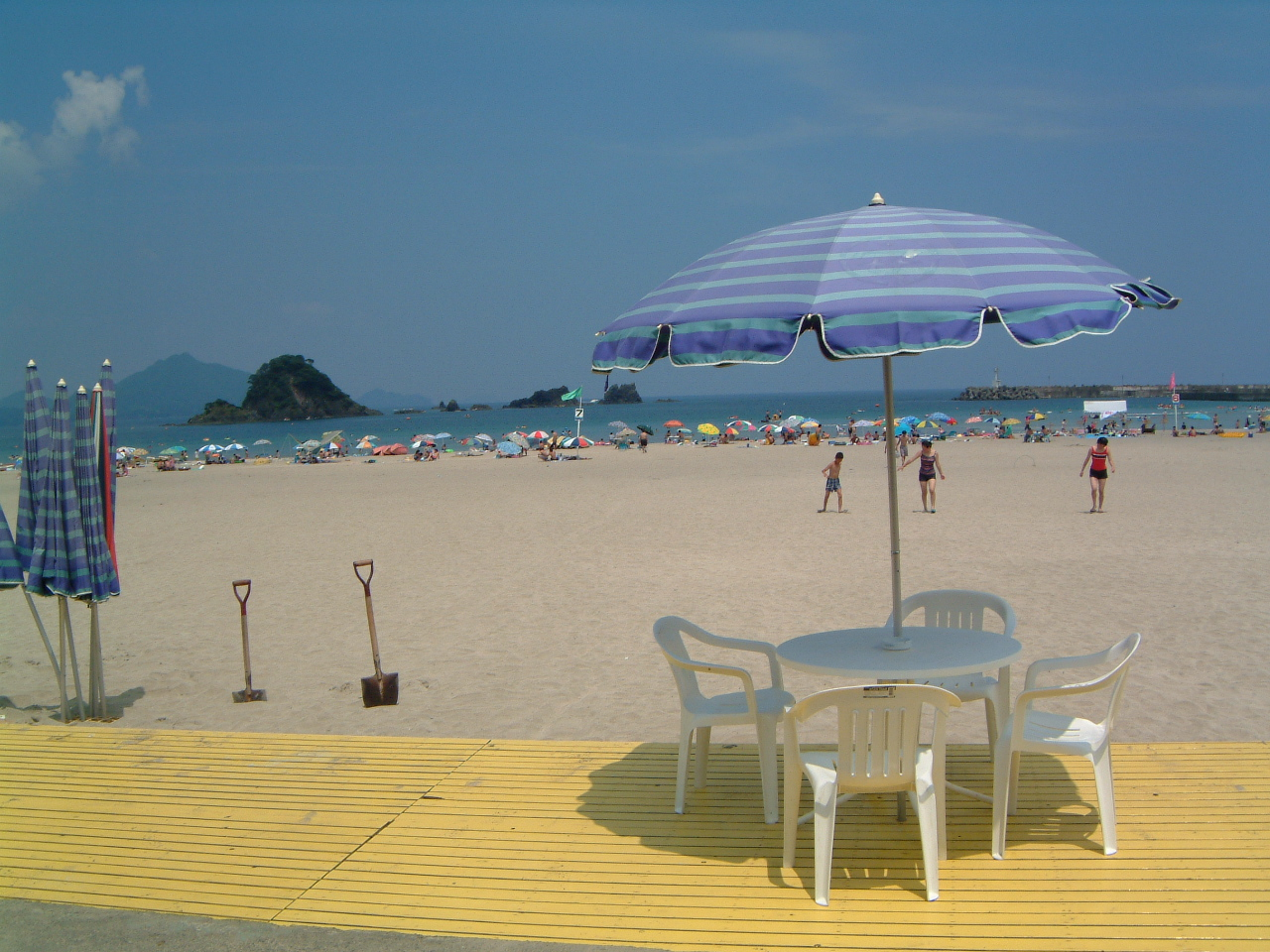
해수욕장의 모습.

해수욕장(海水浴場, 영어: seaside resort)은 해수욕을 하도록 개설된 장소이다. 온대 지방에서는 기온 때문에 여름에만 개장하며 열대 지방에서는, 기온이 높아 언제나 개장이 가능하나, 날씨의 영향을 받아 건기에는 해수욕객이 많은 반면, 우기에는 해수욕객이 적다. 한대 지방에서는 늘 기온이 낮아 해수욕장을 개장할 수 없다.

## 역사
해수욕장은 고대 시기부터 존재해왔다. 로마 시대에 바이아이는 부유층을 위한 리조트였다. 아드리아해 북부의 바르콜라에는 로마 시대의 고급 빌라가 있었다. 영국 에식스주에 있던 메르시 섬은 콜체스터에 거주하는 부유한 고대 로마인들의 휴양지였다.

### 대한민국
한국에서는 일제강점기이던 부산에 위치한 송도해수욕장이 1913년에 개장하면서 해수욕장의 역사가 시작됐다.

## 나라별 해수욕장

### 오스트레일리아
- 골드코스트 (퀸즐랜드주)
- 선샤인코스트
- 바이런베이
- 센트럴코스트
- 뉴캐슬 (뉴사우스웨일스주)
- 포트더글라스
- 울런공
- 코프스하버
- 케언스

### 벨기에
- 베스트플란데런주 오스텐더

### 불가리아
- 슬런체프브랴크
- 소조폴
- 포모리에
- 발치크
- 네세버르
- 바르나

### 크로아티아
- 비오그라드나모루
- 츠레스
- 크르크
- 오파티야
- 포레치
- 시베니크
- 트로기르

### 키프로스
- 라르나카
- 리마솔
- 파포스

### 덴마크
- 스카겐

### 에스토니아
- 합살루
- 쿠레사레
- 패르누

### 핀란드
- 하일루오토섬
- 항코
- 마리에함
- 난탈리
- 오울루

### 프랑스
- 코트다쥐르

### 조지아
- 바투미
- 가그라
- 코불레티
- 신 아토스
- 피춘다
- 수후미

### 독일
- 발트해
- 북해
- 메클렌부르크
  - 바르네뮌데
- 뤼겐섬
  - 자스니츠
- 우제돔섬
- 북해
  - 쿡스하펜
  - 노르더나이
  - 질트섬

### 그리스
- 할키디키반도
- 에레트리아
- 나프파크토스
- 프레베자

### 인도
- 코발람
- 콜람
- 푸리
- 비샤카파트남
- 카라이칼

### 이스라엘
- 아슈도드
- 아슈켈론
- 에일라트
- 헤르츨리야
- 텔아비브

### 이탈리아
- 알게로
- 아그로폴리
- 아말피
- 안치오
- 카프리섬
- 카스텔라바테
- 카스텔람마레디스타비아
- 체팔루
- 체세나티코
- 폴로니카
- 포르테데이마르미
- 가에타
- 갈리폴리 (이탈리아)
- 줄리아노바
- 예솔로
- 리냐노사비아도로
- 리보르노
- 만프레도니아
- 민투르노
- 네투노
- 오르베텔로
- 포르토피노
- 포시타노
- 리미니
- 사바우디아
- 산베네데토델트론토
- 산레모
- 세니갈리아
- 실비 (테라모도)
- 소렌토
- 스페를론가
- 테르몰리
- 테라치나
- 비아레조

### 일본
- 혼슈
- 시코쿠
- 규슈
- 오키나와현

### 대한민국
바다가 있는 충청도, 경상도, 전라도, 강원도, 경기도 근처에서 많이 보이며, 대한민국의 제 1호 해수욕장은 부산 서구 암남동에 있는 송도해수욕장이다.

### 라트비아
- 유르말라
- 리에파야
- 벤츠필스

### 리투아니아
- 니다 (리투아니아)
- 팔랑가

### 몰타
- 산파울일바하르, 멜리하의 북쪽 마을
- 슬리마, 산질리안의 중심 마을
- 비르제부자, 마르사스칼라의 남쪽 마을
- 고조섬
- 코미노섬의 일부

### 멕시코
- 아카풀코
- 카보산루카스
- 캉쿤
- 엔세나다
- 과이마스
- 만사니요 (콜리마주)
- 마사틀란
- 플라야델카르멘
- 푸에르토바야르타
- 티후아나
- 베라크루스주

### 네덜란드
- 카트베이크
- 스헤베닝언

### 노르웨이
- 크리스티안산
- 솔라 (노르웨이)

### 폴란드
- 시비노우이시치에
- 미엥지즈드로예
- 코워브제크
- 우스트카
- 소포트

### 포르투갈
- 알부페이라
- 카스카이스
- 이스토릴
- 파루 (도시)
- 피게이라다포스
- 푼샬
- 라구스
- 포보아드바르징

### 루마니아
- 콘스탄차
- 만갈리아
- 너보다리

### 러시아
- 아나파
- 겔렌지크
- 라주르나야만
- 세스트로레츠크
- 스베틀로고르스크 (칼리닌그라드주)
- 젤레노그라츠크

### 남아프리카
- 케이프타운
- 더반
- 이스트런던
- 포트엘리자베스

### 남아메리카
브라질
- 플로리아노폴리스
- 포르탈레자
- 헤시피
- 사우바도르

아르헨티나
- 마르델플라타

우루과이
- 푼타델에스테

칠레
- 비냐델마르

콜롬비아
- 카르타헤나 (콜롬비아)

에콰도르
- 살리나스 (에콰도르)

### 스페인
- 알헤시라스
- 알테아
- 바르셀로나
- 베니도름
- 코스타데라루스
- 코스타트로피칼
- 데니아
- 간디아
- 란사로테섬
- 류레트데마르
- 라스팔마스
- 말라가
- 네르하
- 팔라모스
- 팔마데마요르카
- 발레아레스 제도
- 살로우
- 산세바스티안
- 시제스
- 테네리페섬
- 비야호요사
- 비나로스

### 스웨덴
- 헬싱보리
- 말뫼

### 우크라이나
- 크림반도: 알룹카, 알루시타, 옙파토리야, 페오도시야, 구르주프, 사키 (도시), 수다크, 얄타
- 헤르손주
- 미콜라이우주: 오차키우
- 오데사주: 오데사

### 미국
- 도핀아일랜드
- 칼즈배드 (캘리포니아주)
- 데이나포인트
- 러구나비치
- 로스앤젤레스(베니스 (로스앤젤레스))
- 말리부 (캘리포니아주)
- 몬테시토
- 뉴포트비치
- 페블비치
- 샌디에고
- 샌타모니카
- 클리어워터 (플로리다주)
- 데이토나비치
- 포트로더데일
- 키웨스트
- 마이애미비치
- 팜비치
- 패너마시티
- 패너마시티비치
- 세인트오거스틴
- 세인트피터즈버그
- 탬파
- 라하이나
- 오션시티 (메릴랜드주)
- 마서스비니어드
- 낸터킷
- 애즈베리파크
- 애틀랜틱시티
- 파이어아일랜드
- 뉴포트 (로드아일랜드주)
- 갤버스턴
- 버지니아비치

### 베트남
- 호이안

## 같이 보기
- 대한민국의 해수욕장 목록 (가나다 순)
- 대한민국의 해수욕장 목록 (행정구역별)
- 스키장
- 관광